# Daniel Cámpora
Daniel Cámpora est un joueur d'échecs argentin né le 30 juin 1957 à San Nicolás de los Arroyos. 

## Biographie
Grand maître international depuis 1986, il a remporté le championnat d'Argentine d'échecs en 1986 et 1989 et a représenté l'Argentine lors de neuf olympiades entre 1978 à 2008, jouant au premier échiquier en 1986, 1988, 1992 et 1994. Il remporta la médaille d'or individuelle au premier échiquier en 1994 et réalisa la deuxième meilleure performance individuelle lors de l'olympiade d'échecs de 1994.